# Euptychium dumosum
Euptychium dumosum là một loài Rêu trong họ Pterobryaceae. Loài này được (Besch.) Broth. miêu tả khoa học đầu tiên năm 1906.